# International Journal of the Sociology of Language
International Journal of the Sociology of Language – czasopismo naukowe poświęcone socjologii języka, założone przez językoznawcę Joshuę A. Fishmana (1974). Wydawcą czasopisma jest Walter de Gruyter. Artykuły są publikowane w języku angielskim.